# Say Something (Lucas & Steve)
Say Something is een nummer van het Nederlandse dj-duo Lucas & Steve uit 2019.
"Say Something" vertelt een klassiek liefdesverhaal. De melodie van het nummer hebben de dj's thuis bedacht, en in de studio hebben ze het nummer verder uitgewerkt. Ter promotie van het nummer verrasten Lucas & Steve tien stelletjes die mochten daten in het speciale "Say Something"-popuprestaurant. Het restaurant veranderde daarna in een pre-release feestje, waar het duo het nummer voor het eerst live liet horen. Het nummer werd een klein hitje in Nederland, met een 2e positie in de Tipparade. Ook in Vlaanderen bereikte het de Tipparade.